# 阶梯形矩阵
线性代数中，一個矩阵如果符合下列條件的話，我們稱之為行阶梯形矩阵或行梯形式矩阵（英語：Row Echelon Form）：
- 若某有个非零元素，則必在任何全零行之上。
- 某最左边的（即第一個）非零元素稱為首项系数（leading coefficient）。某列的首项系数必定比上一列的首项系数更靠右（某些版本會要求非零行的首项系数必須是1[1]）。

因為首项系数要不是最靠右的，要不就是左邊都是零，所以根據上面二點，在首项系数所在的列中，在首项系数下面的元素都會是零。
这个3×4矩阵是行阶梯形矩阵：
{\displaystyle \left[{\begin{array}{ccc|c}1&a_{1}&a_{2}&b_{1}\\0&2&a_{3}&b_{2}\\0&0&1&b_{3}\end{array}}\right]}
有時候，增廣矩陣右邊的直線也會省略。
{\displaystyle \left[{\begin{array}{cccc}1&a_{1}&a_{2}&b_{1}\\0&2&a_{3}&b_{2}\\0&0&1&b_{3}\end{array}}\right]}

## 简化阶梯形矩阵
简化列阶梯形矩阵或簡約行梯形式矩陣（reduced row echelon form），也称作行规范形矩阵（row canonical form），如果满足额外的条件：
- 每个首项系数是1，且是其所在列的唯一的非零元素。例如：

{\displaystyle \left[{\begin{array}{cccc|c}1&0&a_{1}&0&b_{1}\\0&1&a_{2}&0&b_{2}\\0&0&0&1&b_{3}\end{array}}\right]}
注意，这并不意味着简化列阶梯形矩阵的左部总是单位阵。例如，如下的矩阵是简化行阶梯形矩阵：
{\displaystyle \left[{\begin{array}{cccc|c}1&0&1/2&0&b_{1}\\0&1&-1/3&0&b_{2}\\0&0&0&1&b_{3}\end{array}}\right]}
因为第3列并不包含任何列的首项系数。

## 矩阵变换到阶梯形矩阵
通过有限步的初等变换，任何矩阵可以变换为行阶梯形矩阵。由于行初等变换保持了矩阵的空间，因此行阶梯形矩阵的行空间与变换前的原矩阵的行空间相同。
行阶梯形矩阵的结果并不是唯一的。例如，行阶梯形矩阵乘以一个标量系数仍然是行阶梯形矩阵。但是，可以证明一个矩阵的简化行阶梯形矩阵是唯一的。

## 线性方程组
如果一个线性方程组的增广矩阵是行阶梯形矩阵，則其係數矩陣也是行阶梯形矩阵。类似的，如果一个线性方程组的增广矩阵是简化行阶梯形矩阵，則其係數矩陣也是简化行阶梯形矩阵。

## 一些示例
定义：
{\displaystyle \left[{\begin{array}{ccc|c}1&a_{1}&a_{2}&a_{3}\\0&1&a_{4}&a_{5}\\0&0&1&a_{6}\end{array}}\right]}
例子：
{\displaystyle \left[{\begin{array}{cccc}1&8&9\\0&1&2\\0&0&1\end{array}}\right]\left[{\begin{array}{cccc}1&-6&33\\0&1&0\\0&0&0\end{array}}\right]}
错误示例：
{\displaystyle \left[{\begin{array}{ccc|c}1&0&0&-8\\0&1&0&0\\0&4&1&26\end{array}}\right]\left[{\begin{array}{ccc}1&-29&3\\0&0&0\\0&0&1\end{array}}\right]\left[{\begin{array}{ccc}0&1&2\\1&6&7\\0&0&1\end{array}}\right]}
注：
- 矩阵1：第二的第一非零项1的下方的列项不全为零（有非零项4），见定义第二条，所以不是行阶梯型矩阵。

- 矩阵2：全为零的行应该在非全为零行的下方，见定义第三条，所以不是阶梯型矩阵。

- 矩阵3：k+1行比k行的第一个非零项之前的0少，见定义第三条，所以不是阶梯型矩阵。

简化行阶梯形矩阵的例子：
{\displaystyle \left[{\begin{array}{ccc}1&0&0\\0&1&0\\0&0&1\end{array}}\right]\left[{\begin{array}{ccccc|c}1&9&0&5&0&17\\0&0&1&0&0&-3\\0&0&0&0&1&32\\0&0&0&0&0&0\end{array}}\right]\left[{\begin{array}{cc}0&0\\0&0\\\end{array}}\right]}